# Destiny’s Child/Auszeichnungen für Musikverkäufe

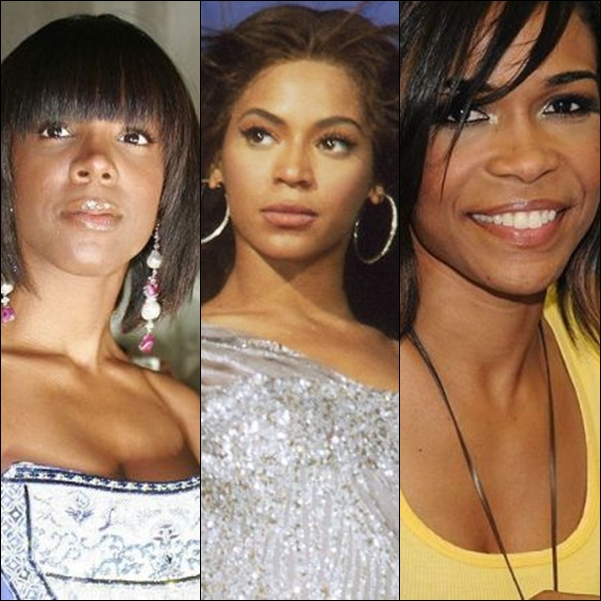
Destiny’s Child

Dies ist eine Übersicht über die Auszeichnungen für Musikverkäufe der US-amerikanischen Girlgroup Destiny’s Child. Die Auszeichnungen finden sich nach ihrer Art (Gold, Platin usw.), nach Staaten getrennt in chronologischer Reihenfolge, geordnet sowie nach den Tonträgern selbst, ebenfalls in chronologischer Reihenfolge, getrennt nach Medium (Alben, Singles usw.), wieder.

## Auszeichnungen
| - Frankreich - 1999: für die Single Independent Woman / Jumpin’ Jumpin’ - 1999: für die Single Say My Name - 2004: für die Single Lose My Breath - Vereinigtes Königreich - 2017: für die Single Emotion - 2019: für die Single Soldier - 2019: für die Single 8 Days of Christmas - 2020: für die Single Girl - 2021: für die Single No, No, No - 2021: für die Single Bug a Boo - 2022: für die Single Cater 2 U - Argentinien - 2006: für das Album #1’s: Greatest Hits - Australien - 2001: für die Single Emotion - 2002: für die Single Nasty Girl - 2005: für die Single Girl - 2005: für die Single Soldier - 2016: für die Single The Girl Is Mine - Belgien - 1999: für die Single Bills, Bills, Bills - 2000: für die Single Independent Women Part I - 2000: für die Single Say My Name - 2001: für die Single Survivor - 2005: für die Single Lose My Breath - Brasilien - 2001: für das Album Survivor - Dänemark - 2001: für die Single Independent Women Part I - 2001: für die Single Survivor (Physisch) - 2019: für die Single The Girl Is Mine - Deutschland - 2001: für das Album The Writing’s on the Wall - 2023: für die Single Say My Name - 2023: für die Single Independent Women Part I - 2023: für die Single Survivor - 2023: für die Single Lose My Breath - Frankreich - 2003: für das Videoalbum Music World Music Presents: Destiny’s Child - 2018: für die Single Say My Name - Italien - 2024: für die Single Survivor - Japan - 2007: für die Single Survivor (Mobile Downloads) - 2008: für die Single Lose My Breath (Mobile Downloads) - Kanada - 2005: für das Album 8 Days of Christmas - Neuseeland - 2000: für die Single Jumpin’ Jumpin’ - 2002: für das Album This Is the Remix - 2005: für die Single Soldier - 2020: für die Single The Girl Is Mine - Niederlande - 2001: für die Single Independent Women Part I - Norwegen - 2001: für das Album Survivor (Physisch) - 2001: für das Album The Writing’s on the Wall (Physisch) - 2001: für die Single Survivor (Physisch) - 2020: für die Single Survivor (Digital) - Österreich - 2002: für das Album Survivor - Polen - 2001: für das Album Survivor - 2016: für die Single The Girl Is Mine - Portugal - 2022: für die Single Say My Name - Schweden - 2001: für die Single Survivor - 2001: für das Album The Writing’s on the Wall - Schweiz - 2000: für das Album The Writing’s on the Wall - 2001: für die Single Independent Women Part I - 2004: für das Album Destiny Fulfilled - 2005: für die Single Lose My Breath - Spanien - 2001: für das Album Survivor - 2004: für das Album Destiny Fulfilled - 2024: für die Single Say My Name - Südafrika - 2002: für die Single Emotion - Vereinigte Staaten - 2001: für das Videoalbum The Platinum’s on the Wall - 2003: für die Videosingle Survivor - 2005: für die Single Girl - 2009: für den Mastertone Lose My Breath - Vereinigtes Königreich - 2013: für das Videoalbum Destiny’s Child World Tour - 2013: für das Album Destiny’s Child - 2017: für das Album This Is the Remix | - Frankreich - 2001: für das Album Survivor - 2001: für das Album The Writing’s on the Wall - Australien - 2000: für die Single Jumpin’ Jumpin’ - 2001: für die Single Survivor - 2001: für die Single Bootylicious - 2004: für das Album Destiny Fulfilled - 2004: für die Single Lose My Breath - 2005: für das Album #1’s: Greatest Hits - 2007: für das Videoalbum Music World Music Presents: Destiny’s Child - Belgien - 2000: für das Album The Writing’s on the Wall - 2001: für das Album Survivor - Dänemark - 2022: für die Single Say My Name - 2025: für die Single Survivor (Digital) - Deutschland - 2001: für das Album Survivor - 2006: für das Album Destiny Fulfilled - Europa - 2004: für das Album Destiny Fulfilled - Finnland - 2001: für das Album Survivor - Irland - 2016: für die Single The Girl Is Mine - Japan - 2001: für das Album Survivor - 2004: für das Album Destiny Fulfilled - Kanada - 2005: für das Album Destiny Fulfilled - 2005: für das Album #1’s: Greatest Hits - Neuseeland - 2021: für die Single Survivor - 2022: für das Album Destiny Fulfilled - 2022: für die Single Bootylicious - 2022: für die Single Cater 2 U - 2023: für die Single Independent Women Part I - Norwegen - 2020: für das Album The Writing’s on the Wall (Digital) - Schweden - 2001: für das Album Survivor - 2001: für die Single Independent Women Part I - Schweiz - 2001: für das Album Survivor - Vereinigte Staaten - 1998: für die Single No, No, No - 2000: für das Album Destiny’s Child - 2005: für das Album #1’s: Greatest Hits - 2006: für den Mastertone Soldier - 2006: für den Mastertone Cater 2 U - 2006: für das Videoalbum Destiny’s Child: Live in Atlanta - 2020: für die Single Soldier - 2020: für die Single Survivor - 2020: für die Single Cater 2 U - 2020: für die Single Bootylicious - 2020: für die Single Lose My Breath - 2020: für die Single Jumpin’ Jumpin’ - 2020: für das Album 8 Days of Christmas - 2020: für die Single Bills, Bills, Bills - 2020: für die Single Independent Women Part I - Vereinigtes Königreich - 2016: für die Single The Girl Is Mine - 2017: für die Single Independent Women Part I - 2018: für die Single Survivor - 2021: für die Single Bootylicious - 2022: für die Single Lose My Breath - 2023: für die Single Jumpin’ Jumpin’ - 2023: für die Single Bills, Bills, Bills | - Australien - 2000: für die Single Say My Name - 2001: für das Album Survivor - 2001: für die Single Independent Women Part I - Dänemark - 2021: für das Album The Writing’s on the Wall - 2023: für das Album Survivor - Europa - 2001: für das Album Survivor - 2001: für das Album The Writing’s on the Wall - Irland - 2005: für das Album #1’s: Greatest Hits - Japan - 2005: für das Album #1’s: Greatest Hits - 2006: für den Ringtone Lose My Breath - 2007: für den Ringtone Survivor - Kanada - 2000: für das Album Destiny’s Child - Neuseeland - 2002: für das Album Survivor - 2006: für das Album #1’s: Greatest Hits - Niederlande - 2000: für das Album The Writing’s on the Wall - 2001: für das Album Survivor - Vereinigtes Königreich - 2018: für das Album Destiny Fulfilled - 2021: für das Album #1’s: Greatest Hits - Australien - 2001: für das Album The Writing’s on the Wall - Neuseeland - 2001: für das Album The Writing’s on the Wall - Norwegen - 2020: für das Album Survivor (Digital) - Südafrika - 2002: für das Album Survivor - Vereinigte Staaten - 2005: für das Album Destiny Fulfilled - 2020: für die Single Say My Name - Vereinigtes Königreich - 2001: für das Album The Writing’s on the Wall - 2001: für das Album Survivor - 2025: für die Single Say My Name - Mexiko - 2017: für die Single The Girl Is Mine - Kanada - 2003: für das Album Survivor - Neuseeland - 2024: für die Single Say My Name - Vereinigte Staaten - 2002: für das Album Survivor - Kanada - 2001: für das Album The Writing’s on the Wall - Vereinigte Staaten - 2001: für das Album The Writing’s on the Wall |

## Auszeichnungen nach Alben

### Destiny’s Child
| Land/Region                  | Auszeichnungen für Musikverkäufe (Land/Region, Auszeichnung, Verkäufe) | Verkäufe  |
| ---------------------------- | ---------------------------------------------------------------------- | --------- |
| Kanada (MC)                  | 2× Platin                                                              | 200.000   |
| Vereinigte Staaten (RIAA)    | Platin                                                                 | 1.000.000 |
| Vereinigtes Königreich (BPI) | Gold                                                                   | 100.000   |
| Insgesamt                    | 1× Gold · 3× Platin ·                                                  | 1.300.000 |

### The Writing’s on the Wall
| Land/Region                  | Auszeichnungen für Musikverkäufe (Land/Region, Auszeichnung, Verkäufe) | Verkäufe    |
| ---------------------------- | ---------------------------------------------------------------------- | ----------- |
| Australien (ARIA)            | 3× Platin                                                              | 210.000     |
| Belgien (BRMA)               | Platin                                                                 | (50.000)    |
| Dänemark (IFPI)              | 2× Platin                                                              | (40.000)    |
| Deutschland (BVMI)           | Gold                                                                   | (250.000)   |
| Europa (IFPI)                | 2× Platin                                                              | 2.000.000   |
| Frankreich (SNEP)            | 2× Gold                                                                | (200.000)   |
| Kanada (MC)                  | 5× Platin                                                              | 500.000     |
| Neuseeland (RMNZ)            | 3× Platin                                                              | 45.000      |
| Niederlande (NVPI)           | 2× Platin                                                              | (160.000)   |
| Norwegen (IFPI)              | Gold (Physisch) · + Platin (Digital)                                   | (45.000)    |
| Schweden (IFPI)              | Gold                                                                   | (40.000)    |
| Schweiz (IFPI)               | Gold                                                                   | (25.000)    |
| Vereinigte Staaten (RIAA)    | 8× Platin                                                              | 8.000.000   |
| Vereinigtes Königreich (BPI) | 3× Platin                                                              | (1.000.000) |
| Insgesamt                    | 6× Gold · 30× Platin ·                                                 | 10.755.000  |

### Survivor
| Land/Region                  | Auszeichnungen für Musikverkäufe (Land/Region, Auszeichnung, Verkäufe) | Verkäufe    |
| ---------------------------- | ---------------------------------------------------------------------- | ----------- |
| Australien (ARIA)            | 2× Platin                                                              | 140.000     |
| Belgien (BRMA)               | Platin                                                                 | 50.000      |
| Brasilien (PMB)              | Gold                                                                   | 50.000      |
| Dänemark (IFPI)              | 2× Platin                                                              | 40.000      |
| Deutschland (BVMI)           | Platin                                                                 | 300.000     |
| Europa (IFPI)                | 2× Platin                                                              | (2.000.000) |
| Finnland (IFPI)              | Platin                                                                 | 34.121      |
| Frankreich (SNEP)            | 2× Gold                                                                | 200.000     |
| Japan (RIAJ)                 | Platin                                                                 | 200.000     |
| Kanada (MC)                  | 4× Platin                                                              | 400.000     |
| Neuseeland (RMNZ)            | 2× Platin                                                              | 30.000      |
| Niederlande (NVPI)           | 2× Platin                                                              | 160.000     |
| Norwegen (IFPI)              | Gold (Physisch) · + 3× Platin (Digital)                                | 85.000      |
| Österreich (IFPI)            | Gold                                                                   | 20.000      |
| Polen (ZPAV)                 | Gold                                                                   | 50.000      |
| Schweden (IFPI)              | Platin                                                                 | 80.000      |
| Schweiz (IFPI)               | Platin                                                                 | 40.000      |
| Spanien (Promusicae)         | Gold                                                                   | 50.000      |
| Südafrika (RISA)             | 3× Platin                                                              | 150.000     |
| Vereinigte Staaten (RIAA)    | 4× Platin                                                              | 4.000.000   |
| Vereinigtes Königreich (BPI) | 3× Platin                                                              | 1.110.000   |
| Insgesamt                    | 7× Gold · 33× Platin ·                                                 | 7.189.121   |

### 8 Days of Christmas
| Land/Region               | Auszeichnungen für Musikverkäufe (Land/Region, Auszeichnung, Verkäufe) | Verkäufe  |
| ------------------------- | ---------------------------------------------------------------------- | --------- |
| Kanada (MC)               | Gold                                                                   | 50.000    |
| Vereinigte Staaten (RIAA) | Platin                                                                 | 1.000.000 |
| Insgesamt                 | 1× Gold · 1× Platin ·                                                  | 1.050.000 |

### This Is the Remix
| Land/Region                  | Auszeichnungen für Musikverkäufe (Land/Region, Auszeichnung, Verkäufe) | Verkäufe |
| ---------------------------- | ---------------------------------------------------------------------- | -------- |
| Neuseeland (RMNZ)            | Gold                                                                   | 7.500    |
| Vereinigtes Königreich (BPI) | Gold                                                                   | 100.000  |
| Insgesamt                    | 2× Gold ·                                                              | 107.500  |

### Destiny Fulfilled
| Land/Region                  | Auszeichnungen für Musikverkäufe (Land/Region, Auszeichnung, Verkäufe) | Verkäufe  |
| ---------------------------- | ---------------------------------------------------------------------- | --------- |
| Australien (ARIA)            | Platin                                                                 | 70.000    |
| Deutschland (BVMI)           | Platin                                                                 | (200.000) |
| Europa (IFPI)                | Platin                                                                 | 1.000.000 |
| Japan (RIAJ)                 | Platin                                                                 | 250.000   |
| Kanada (MC)                  | Platin                                                                 | 100.000   |
| Neuseeland (RMNZ)            | Platin                                                                 | 15.000    |
| Schweiz (IFPI)               | Gold                                                                   | (20.000)  |
| Spanien (Promusicae)         | Gold                                                                   | (40.000)  |
| Vereinigte Staaten (RIAA)    | 3× Platin                                                              | 3.000.000 |
| Vereinigtes Königreich (BPI) | 2× Platin                                                              | (600.000) |
| Insgesamt                    | 2× Gold · 11× Platin ·                                                 | 4.435.000 |

### #1’s: Greatest Hits
| Land/Region                  | Auszeichnungen für Musikverkäufe (Land/Region, Auszeichnung, Verkäufe) | Verkäufe  |
| ---------------------------- | ---------------------------------------------------------------------- | --------- |
| Argentinien (CAPIF)          | Gold                                                                   | 20.000    |
| Australien (ARIA)            | Platin                                                                 | 70.000    |
| Irland (IRMA)                | 2× Platin                                                              | 30.000    |
| Japan (RIAJ)                 | 2× Platin                                                              | 500.000   |
| Kanada (MC)                  | Platin                                                                 | 100.000   |
| Neuseeland (RMNZ)            | 2× Platin                                                              | 30.000    |
| Vereinigte Staaten (RIAA)    | Platin                                                                 | 1.000.000 |
| Vereinigtes Königreich (BPI) | 2× Platin                                                              | 600.000   |
| Insgesamt                    | 1× Gold · 11× Platin ·                                                 | 2.350.000 |

## Auszeichnungen nach Singles

### No, No, No
| Land/Region                  | Auszeichnungen für Musikverkäufe (Land/Region, Auszeichnung, Verkäufe) | Verkäufe  |
| ---------------------------- | ---------------------------------------------------------------------- | --------- |
| Vereinigte Staaten (RIAA)    | Platin                                                                 | 1.300.000 |
| Vereinigtes Königreich (BPI) | Silber                                                                 | 200.000   |
| Insgesamt                    | 1× Silber · 1× Platin ·                                                | 1.500.000 |

### Bills, Bills, Bills
| Land/Region                  | Auszeichnungen für Musikverkäufe (Land/Region, Auszeichnung, Verkäufe) | Verkäufe  |
| ---------------------------- | ---------------------------------------------------------------------- | --------- |
| Belgien (BRMA)               | Gold                                                                   | 25.000    |
| Vereinigte Staaten (RIAA)    | Platin                                                                 | 1.000.000 |
| Vereinigtes Königreich (BPI) | Platin                                                                 | 600.000   |
| Insgesamt                    | 1× Gold · 2× Platin ·                                                  | 1.625.000 |

### Bug a Boo
| Land/Region                  | Auszeichnungen für Musikverkäufe (Land/Region, Auszeichnung, Verkäufe) | Verkäufe |
| ---------------------------- | ---------------------------------------------------------------------- | -------- |
| Vereinigtes Königreich (BPI) | Silber                                                                 | 200.000  |
| Insgesamt                    | 1× Silber ·                                                            | 200.000  |

### Say My Name
| Land/Region                  | Auszeichnungen für Musikverkäufe (Land/Region, Auszeichnung, Verkäufe) | Verkäufe  |
| ---------------------------- | ---------------------------------------------------------------------- | --------- |
| Australien (ARIA)            | 2× Platin                                                              | 140.000   |
| Belgien (BRMA)               | Gold                                                                   | 25.000    |
| Dänemark (IFPI)              | Platin                                                                 | 90.000    |
| Deutschland (BVMI)           | Gold                                                                   | 250.000   |
| Frankreich (SNEP)            | Silber (2000) · + Gold (2018)                                          | 191.666   |
| Neuseeland (RMNZ)            | 4× Platin                                                              | 120.000   |
| Portugal (AFP)               | Gold                                                                   | 5.000     |
| Spanien (Promusicae)         | Gold                                                                   | 30.000    |
| Vereinigte Staaten (RIAA)    | 3× Platin                                                              | 3.000.000 |
| Vereinigtes Königreich (BPI) | 3× Platin                                                              | 1.800.000 |
| Insgesamt                    | 1× Silber · 4× Gold · 13× Platin ·                                     | 5.651.666 |

### Jumpin’ Jumpin’
| Land/Region                  | Auszeichnungen für Musikverkäufe (Land/Region, Auszeichnung, Verkäufe) | Verkäufe  |
| ---------------------------- | ---------------------------------------------------------------------- | --------- |
| Australien (ARIA)            | Platin                                                                 | 70.000    |
| Neuseeland (RMNZ)            | Gold                                                                   | 5.000     |
| Vereinigte Staaten (RIAA)    | Platin                                                                 | 1.000.000 |
| Vereinigtes Königreich (BPI) | Platin                                                                 | 600.000   |
| Insgesamt                    | 1× Gold · 3× Platin ·                                                  | 1.675.000 |

### Independent Women Part I
| Land/Region                  | Auszeichnungen für Musikverkäufe (Land/Region, Auszeichnung, Verkäufe) | Verkäufe  |
| ---------------------------- | ---------------------------------------------------------------------- | --------- |
| Australien (ARIA)            | 2× Platin                                                              | 140.000   |
| Belgien (BRMA)               | Gold                                                                   | 25.000    |
| Dänemark (IFPI)              | Gold                                                                   | 10.000    |
| Deutschland (BVMI)           | Gold                                                                   | 250.000   |
| Frankreich (SNEP)            | Silber                                                                 | 125.000   |
| Neuseeland (RMNZ)            | Platin                                                                 | 30.000    |
| Niederlande (NVPI)           | Gold                                                                   | 40.000    |
| Schweden (IFPI)              | Platin                                                                 | 30.000    |
| Schweiz (IFPI)               | Gold                                                                   | 25.000    |
| Vereinigte Staaten (RIAA)    | Platin                                                                 | 1.000.000 |
| Vereinigtes Königreich (BPI) | Platin                                                                 | 600.000   |
| Insgesamt                    | 1× Silber · 5× Gold · 6× Platin ·                                      | 2.275.000 |

### Survivor
| Land/Region                  | Auszeichnungen für Musikverkäufe (Land/Region, Auszeichnung, Verkäufe) | Verkäufe  |
| ---------------------------- | ---------------------------------------------------------------------- | --------- |
| Australien (ARIA)            | Platin                                                                 | 70.000    |
| Belgien (BRMA)               | Gold                                                                   | 25.000    |
| Dänemark (IFPI)              | Gold (Physisch) · + Platin (Digital)                                   | 100.000   |
| Deutschland (BVMI)           | Gold                                                                   | 250.000   |
| Italien (FIMI)               | Gold                                                                   | 50.000    |
| Japan (RIAJ)                 | 2× Platin (Ringtone) · + Gold (Mobile Downloads)                       | 600.000   |
| Neuseeland (RMNZ)            | Platin                                                                 | 30.000    |
| Norwegen (IFPI)              | Gold (Physisch) · + Gold (Digital)                                     | 40.000    |
| Schweden (IFPI)              | Gold                                                                   | 15.000    |
| Vereinigte Staaten (RIAA)    | Platin · + Gold (Videosingle)                                          | 1.025.000 |
| Vereinigtes Königreich (BPI) | Platin                                                                 | 832.000   |
| Insgesamt                    | 9× Gold · 7× Platin ·                                                  | 3.037.000 |

### Bootylicious
| Land/Region                  | Auszeichnungen für Musikverkäufe (Land/Region, Auszeichnung, Verkäufe) | Verkäufe  |
| ---------------------------- | ---------------------------------------------------------------------- | --------- |
| Australien (ARIA)            | Platin                                                                 | 70.000    |
| Neuseeland (RMNZ)            | Platin                                                                 | 30.000    |
| Vereinigte Staaten (RIAA)    | Platin                                                                 | 1.000.000 |
| Vereinigtes Königreich (BPI) | Platin                                                                 | 600.000   |
| Insgesamt                    | 4× Platin ·                                                            | 1.700.000 |

### Emotion
| Land/Region                  | Auszeichnungen für Musikverkäufe (Land/Region, Auszeichnung, Verkäufe) | Verkäufe |
| ---------------------------- | ---------------------------------------------------------------------- | -------- |
| Australien (ARIA)            | Gold                                                                   | 35.000   |
| Südafrika (RISA)             | Gold                                                                   | 25.000   |
| Vereinigtes Königreich (BPI) | Silber                                                                 | 200.000  |
| Insgesamt                    | 1× Silber · 2× Gold ·                                                  | 260.000  |

### 8 Days of Christmas
| Land/Region                  | Auszeichnungen für Musikverkäufe (Land/Region, Auszeichnung, Verkäufe) | Verkäufe |
| ---------------------------- | ---------------------------------------------------------------------- | -------- |
| Vereinigtes Königreich (BPI) | Silber                                                                 | 200.000  |
| Insgesamt                    | 1× Silber ·                                                            | 200.000  |

### Nasty Girl
| Land/Region       | Auszeichnungen für Musikverkäufe (Land/Region, Auszeichnung, Verkäufe) | Verkäufe |
| ----------------- | ---------------------------------------------------------------------- | -------- |
| Australien (ARIA) | Gold                                                                   | 35.000   |
| Insgesamt         | 1× Gold ·                                                              | 35.000   |

### Lose My Breath
| Land/Region                  | Auszeichnungen für Musikverkäufe (Land/Region, Auszeichnung, Verkäufe) | Verkäufe  |
| ---------------------------- | ---------------------------------------------------------------------- | --------- |
| Australien (ARIA)            | Platin                                                                 | 70.000    |
| Belgien (BRMA)               | Gold                                                                   | 25.000    |
| Deutschland (BVMI)           | Gold                                                                   | 150.000   |
| Frankreich (SNEP)            | Silber                                                                 | 125.000   |
| Japan (RIAJ)                 | 2× Platin (Ringtone) · + Gold (Mobile Downloads)                       | 600.000   |
| Schweiz (IFPI)               | Gold                                                                   | 20.000    |
| Vereinigte Staaten (RIAA)    | Platin (Single) · + Gold (Mastertone)                                  | 1.500.000 |
| Vereinigtes Königreich (BPI) | Platin                                                                 | 600.000   |
| Insgesamt                    | 1× Silber · 5× Gold · 5× Platin ·                                      | 3.090.000 |

### Soldier
| Land/Region                  | Auszeichnungen für Musikverkäufe (Land/Region, Auszeichnung, Verkäufe) | Verkäufe  |
| ---------------------------- | ---------------------------------------------------------------------- | --------- |
| Australien (ARIA)            | Gold                                                                   | 35.000    |
| Neuseeland (RMNZ)            | Gold                                                                   | 5.000     |
| Vereinigte Staaten (RIAA)    | Platin (Single) · + Platin (Mastertone)                                | 2.000.000 |
| Vereinigtes Königreich (BPI) | Silber                                                                 | 200.000   |
| Insgesamt                    | 1× Silber · 2× Gold · 2× Platin ·                                      | 2.240.000 |

### Girl
| Land/Region                  | Auszeichnungen für Musikverkäufe (Land/Region, Auszeichnung, Verkäufe) | Verkäufe |
| ---------------------------- | ---------------------------------------------------------------------- | -------- |
| Australien (ARIA)            | Gold                                                                   | 35.000   |
| Vereinigte Staaten (RIAA)    | Gold                                                                   | 500.000  |
| Vereinigtes Königreich (BPI) | Silber                                                                 | 200.000  |
| Insgesamt                    | 1× Silber · 2× Gold ·                                                  | 735.000  |

### Cater 2 U
| Land/Region                  | Auszeichnungen für Musikverkäufe (Land/Region, Auszeichnung, Verkäufe) | Verkäufe  |
| ---------------------------- | ---------------------------------------------------------------------- | --------- |
| Neuseeland (RMNZ)            | Platin                                                                 | 30.000    |
| Vereinigte Staaten (RIAA)    | Platin (Single) · + Platin (Mastertone)                                | 2.000.000 |
| Vereinigtes Königreich (BPI) | Silber                                                                 | 200.000   |
| Insgesamt                    | 1× Silber · 3× Platin ·                                                | 2.230.000 |

### The Girl Is Mine
| Land/Region                  | Auszeichnungen für Musikverkäufe (Land/Region, Auszeichnung, Verkäufe) | Verkäufe |
| ---------------------------- | ---------------------------------------------------------------------- | -------- |
| Australien (ARIA)            | Gold                                                                   | 35.000   |
| Dänemark (IFPI)              | Gold                                                                   | 45.000   |
| Irland (IRMA)                | Platin                                                                 | 15.000   |
| Mexiko (AMPROFON)            | 7× Gold                                                                | 210.000  |
| Neuseeland (RMNZ)            | Gold                                                                   | 15.000   |
| Polen (ZPAV)                 | Gold                                                                   | 10.000   |
| Vereinigtes Königreich (BPI) | Platin                                                                 | 600.000  |
| Insgesamt                    | 5× Gold · 5× Platin ·                                                  | 930.000  |

## Auszeichnungen nach Videoalben

### The Platinum’s on the Wall
| Land/Region               | Auszeichnungen für Musikverkäufe (Land/Region, Auszeichnung, Verkäufe) | Verkäufe |
| ------------------------- | ---------------------------------------------------------------------- | -------- |
| Vereinigte Staaten (RIAA) | Gold                                                                   | 50.000   |
| Insgesamt                 | 1× Gold ·                                                              | 50.000   |

### Destiny’s Child World Tour/Music World Music Presents: Destiny’s Child
| Land/Region                  | Auszeichnungen für Musikverkäufe (Land/Region, Auszeichnung, Verkäufe) | Verkäufe |
| ---------------------------- | ---------------------------------------------------------------------- | -------- |
| Australien (ARIA)            | Platin                                                                 | 15.000   |
| Frankreich (SNEP)            | Gold                                                                   | 10.000   |
| Vereinigtes Königreich (BPI) | Gold                                                                   | 25.000   |
| Insgesamt                    | 2× Gold · 1× Platin ·                                                  | 50.000   |

### Destiny’s Child: Live in Atlanta
| Land/Region               | Auszeichnungen für Musikverkäufe (Land/Region, Auszeichnung, Verkäufe) | Verkäufe |
| ------------------------- | ---------------------------------------------------------------------- | -------- |
| Vereinigte Staaten (RIAA) | Platin                                                                 | 100.000  |
| Insgesamt                 | 1× Platin ·                                                            | 100.000  |

## Statistik und Quellen
| Land/RegionAuszeichnungen für Musikverkäufe (Land/Region, Auszeichnungen, Verkäufe, Quellen) | Silber       | Gold       | Platin         | Verkäufe    | Quellen                                                     |
| -------------------------------------------------------------------------------------------- | ------------ | ---------- | -------------- | ----------- | ----------------------------------------------------------- |
| Argentinien (CAPIF)                                                                          | —            | Gold1      | —              | 20.000      | capif.org.ar (Memento vom 6. Juli 2011 im Internet Archive) |
| Australien (ARIA)                                                                            | —            | 5× Gold5   | 16× Platin16   | 1.240.000   | aria.com.au                                                 |
| Belgien (BRMA)                                                                               | —            | 5× Gold5   | 2× Platin2     | 225.000     | ultratop.be                                                 |
| Brasilien (PMB)                                                                              | —            | Gold1      | —              | 50.000      | pro-musicabr.org.br                                         |
| Dänemark (IFPI)                                                                              | —            | 3× Gold3   | 6× Platin6     | 325.000     | ifpi.dk                                                     |
| Deutschland (BVMI)                                                                           | —            | 5× Gold5   | 2× Platin2     | 1.650.000   | musikindustrie.de                                           |
| Europa (IFPI)                                                                                | —            | —          | 5× Platin5     | (5.000.000) | ifpi.org (Memento vom 10. Oktober 2013 im Internet Archive) |
| Finnland (IFPI)                                                                              | —            | —          | Platin1        | 34.121      | ifpi.fi                                                     |
| Frankreich (SNEP)                                                                            | 3× Silber3   | 6× Gold6   | —              | 851.666     | snepmusique.com FR2                                         |
| Irland (IRMA)                                                                                | —            | —          | 3× Platin3     | 45.000      | irishcharts.ie                                              |
| Italien (FIMI)                                                                               | —            | Gold1      | —              | 50.000      | fimi.it                                                     |
| Japan (RIAJ)                                                                                 | —            | 2× Gold2   | 8× Platin8     | 2.150.000   | riaj.or.jp JP2                                              |
| Kanada (MC)                                                                                  | —            | Gold1      | 13× Platin13   | 1.350.000   | musiccanada.com                                             |
| Mexiko (AMPROFON)                                                                            | —            | Gold1      | 3× Platin3     | 210.000     | amprofon.com.mx                                             |
| Neuseeland (RMNZ)                                                                            | —            | 4× Gold4   | 16× Platin16   | 392.500     | aotearoamusiccharts.co.nz NZ2 NZ3                           |
| Niederlande (NVPI)                                                                           | —            | Gold1      | 4× Platin4     | 360.000     | nvpi.nl                                                     |
| Norwegen (IFPI)                                                                              | —            | 4× Gold4   | 4× Platin4     | 170.000     | ifpi.no NO2                                                 |
| Österreich (IFPI)                                                                            | —            | Gold1      | —              | 20.000      | ifpi.at                                                     |
| Polen (ZPAV)                                                                                 | —            | 2× Gold2   | —              | 60.000      | olis.pl                                                     |
| Portugal (AFP)                                                                               | —            | Gold1      | —              | 5.000       | Einzelnachweise                                             |
| Schweden (IFPI)                                                                              | —            | 2× Gold2   | 2× Platin2     | 165.000     | sverigetopplistan.se                                        |
| Schweiz (IFPI)                                                                               | —            | 4× Gold4   | Platin1        | 130.000     | hitparade.ch CH2                                            |
| Spanien (Promusicae)                                                                         | —            | 3× Gold3   | —              | 120.000     | elportaldemusica.es                                         |
| Südafrika (RISA)                                                                             | —            | Gold1      | 3× Platin3     | 175.000     | mi2n.com                                                    |
| Vereinigte Staaten (RIAA)                                                                    | —            | 4× Gold4   | 33× Platin33   | 33.475.000  | riaa.com                                                    |
| Vereinigtes Königreich (BPI)                                                                 | 7× Silber7   | 3× Gold3   | 20× Platin20   | 11.167.000  | bpi.co.uk                                                   |
| Insgesamt                                                                                    | 10× Silber10 | 61× Gold61 | 141× Platin141 |             |                                                             |